# Лозоватское
Лозоватское (укр. Лозуватське) — посёлок в Покровском районе Донецкой области Украины.
Население по данным всеукраинской переписи 2001 года составляло 17 человек. 